# Daniela Olivar
Daniela Olivar (Rocha, 1989), es una escritora, empresaria y editora uruguaya. Fue galardonada con el premio Onetti por su obra Gurisas chicas.

## Biografía
Olivar estudió arte en la Universidad de la República y obtuvo una licenciatura en la especialidad. Escribió los libros La poética del risgo y Grurisas Chicas. obra que es ganadora del Premio Onetti.
Además es dueña de una librería y codirige la editorial Pez en el Hielo.

### Libros
- 2018, La poética del riesgo (ISBN 9789974838550)
- 2024, Gurisas Chicas (ISBN 9789915974781)